# Чкаловська сільська рада (Приазовський район)
| Чкаловська сільська рада — колишній орган місцевого самоврядування у Приазовському районі Запорізької області з адміністративним центром у с. Чкалове. Історична дата утворення: в 1992 році. Водоймища на території, підпорядкованій даній раді: Азовське море. Сільській раді підпорядковані населені пункти: - с. Чкалове |

## Склад ради
Рада складається з 14 депутатів та голови.

### Керівний склад ради
| ПІБ                          | Основні відомості                                                    | Дата обрання | Дата звільнення |
| ---------------------------- | -------------------------------------------------------------------- | ------------ | --------------- |
| Закуцька Світлана Вікторівна | Сільський голова, 1970 року народження, освіта, член Партії регіонів | 26.03.2006   | 31.10.2010      |

Примітка: таблиця складена за даними джерела